# Ictalurus rhaeas
Il Ictalurus rhaeas (Ictalurus rhaeas, Cope, 1891) è un pesce d'acqua dolce appartenente alla famiglia degli Ictaluridi ed all'ordine dei Siluriformi. Resti fossili di questo animale sono stati rinvenuti nel Nord America.